# Épsilon Canis Minoris
Épsilon Canis Minoris (ε CMi / 2 Canis Minoris) es una estrella en la constelación del Can Menor.
Con magnitud aparente +4,99, es la sexta estrella más brillante en la constelación después de Procyon (α Canis Minoris), Gomeisa (β Canis Minoris), γ Canis Minoris, HD 66141 y 6 Canis Minoris.

## Distancia
De acuerdo a la nueva reducción de datos del satélite Hipparcos, el paralaje de Épsilon Canis Minoris es de 3,13 ± 0,30 milisegundos de arco, lo que implica que se encuentra a una distancia aproximada de 1040 años luz (319 pársecs) respecto al sistema solar.
Por otra parte, forma parte de la corriente de estrellas de la asociación estelar de la Osa Mayor, grupo que comparte un movimiento común a través del espacio.

## Características
Épsilon Canis Minoris es una gigante luminosa amarilla de tipo espectral G6.5IIb.
Tiene una temperatura efectiva de 4911 K y su luminosidad bolométrica es 1174 veces mayor que la luminosidad solar.
Gira sobre sí misma con una velocidad de rotación proyectada de 4,2 km/s.
Muestra una metalicidad —abundancia relativa de elementos más pesados que el helio— inferior a la solar en un 28% ([Fe/H] = -0,14).
Su masa es entre 4,8 y 6,3 veces mayor que la del Sol y su edad se estima en 90 millones de años.
Épsilon Canis Minoris es considerada una estrella de bario.
Los espectros de las estrellas de este grupo muestran exceso de elementos generados por medio del «proceso-s» y se caracterizan por la presencia de bario ionizado.
Asimismo, se piensa que todas las estrellas de bario son binarias, estando acompañadas —como también parece ser el caso de Épsilon Canis Minoris— por una enana blanca.